# Uto Baader
Uto Baader (* 1944) ist ein deutscher Unternehmer und Bankengründer.

## Leben
Baader war als Freimakler an der Börse München tätig und betreute dort drei nordamerikanische Aktien. Am 1. Juli 1983 gründete er die Baader Bank, dessen Vorstandsvorsitzender er bis 2015 war. Nachfolger wurde sein Sohn, Nico Baader. Er besitzt ein Diplom in Volkswirtschaftslehre.
Baader übergab 2022 eine Sammlung von mehr als 4500 Nonvaleurs als Depositum, darunter das älteste bekannte bayerische Wertpapier, an das Bayerische Wirtschaftsarchiv. Es handelt sich dabei um einen Anteilschein für die Carl-Theodor-Zeche in Penzberg vom 30. September 1797.

## Politische Positionen
Im Deutschlandfunk Kultur kritisierte er im April 2010 die geplanten Bankenabgabe als „Quatsch im Quadrat“. Sie würde vor allem Banken treffen, die Wirtschaftskrisen nicht verschulden würden. Man müsse Banken auch pleitegehen lassen, da dies das Wesen der Marktwirtschaft sei. Anstelle der Bankenabgabe schlägt er die Zerschlagung von großen Geldinstituten vor.